# X JAPAN Virtual Shock 001
『X JAPAN Virtual Shock 001』（エックス ジャパン ヴァーチャルショック 001）は、1995年10月20日にセガから発売されたセガサターン用アドベンチャーゲーム。

## 概要
当時人気絶頂期にあったX JAPANを題材としたキャラクターゲームで、1994年12月31日のカウントダウンライブ「白い夜」をモチーフにしている。タイトルはHIDEの考案したXの「PSYCHEDELIC VIOLENCE CRIME OF VISUAL SHOCK」というフレーズから取られたパロディで「VISUAL SHOCK」ならぬ「Virtual Shock」となっている。
続編の「002」の開発情報が一部のゲーム誌に掲載されることもあったが、結局発売に至らなかった。

## ゲーム内容

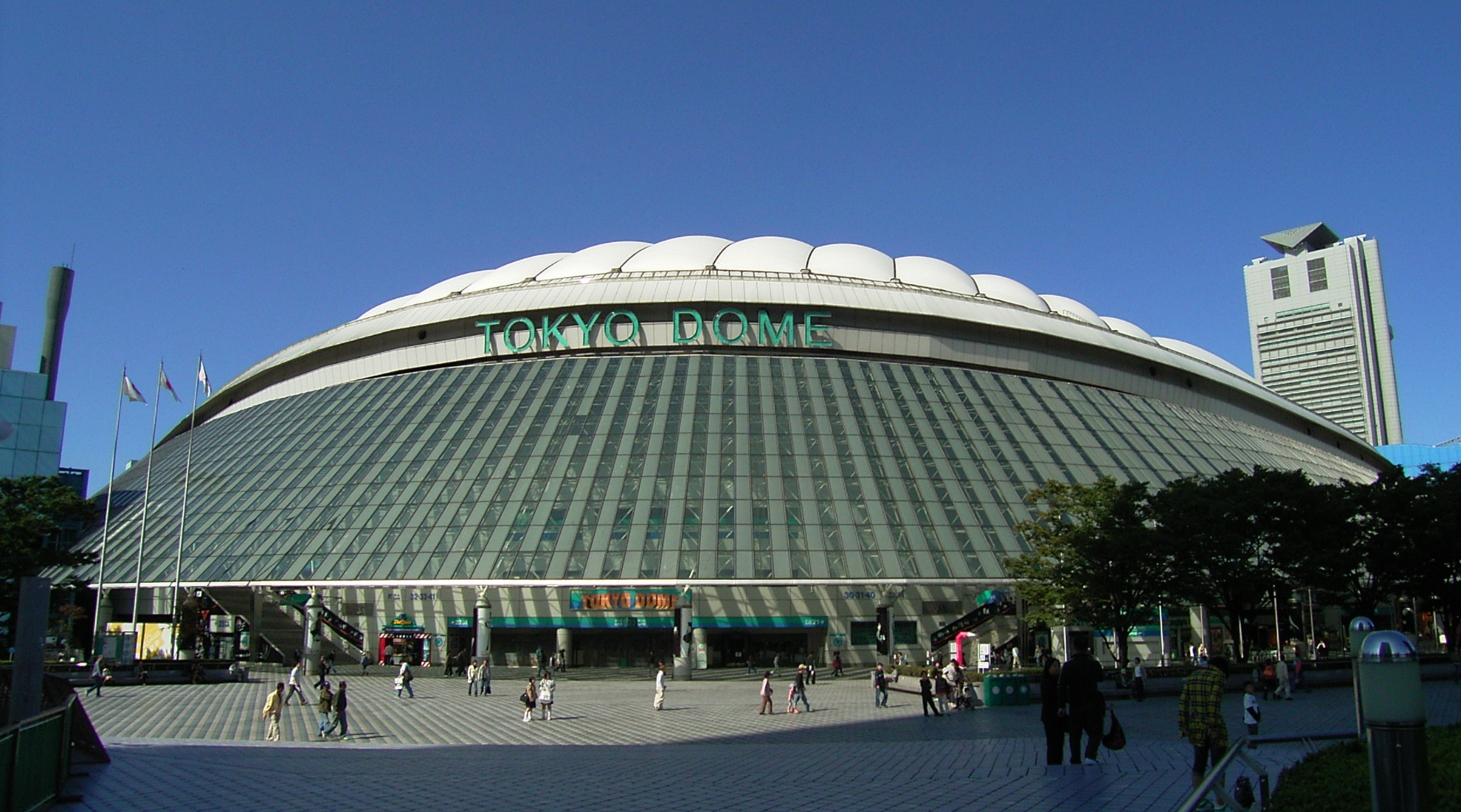
舞台となった東京ドーム

プレイヤーはX JAPANのファンという設定で、チケットを入手できずにいたところをカメラマンと間違われてドームに潜入することに成功。そこからオールエリアパスを入手し、アイテムを集め、ミッションをこなしながらライブを楽しむことが目的となる。イベントでメンバーと触れ合うことも可能で、HIDEに至っては3つものイベントが用意されている。また、HIDEとの共同作業で知られるI.N.Aが登場する事などから、全体的にHIDEをメインに据えた作品となっている。
最終的にはライブ映像から製作当時の最新シングルである「Rusty Nail」（1994年）のPV編集までできるようになる。全体的にファン向けに作られており、ゲーム性はそれほど高くなく、あくまでロックバンドのライブ映像付きゲームと捉えるのが無難である。なお、ライブDVD『白い夜完全版』（2007年）が発売されるまでこのソフトに収録されている映像が「白い夜」唯一の公式発売映像であった。

## 登場人物
主人公
プレーヤー自身。X JAPANのライブチケットを入手できなかったが、カメラマンと勘違いされてドーム内に潜入することになる。

### X JAPANメンバー
YOSHIKI
TOSHI
彼の楽屋に入るとスタッフからの電話が鳴り、東京ドームの4階へ行く。この時、TOSHIがカメラ目線で最初と最後の時にピースサインをするので、必ず撮影しておく必要がある。ちなみに彼の楽屋にはアコースティックギターが置いてある。
hide
日本酒が好物。彼のイベントで日本酒を渡すと主人公を気に入り、hideと日本酒を飲む。間違ったアイテムを渡すと最悪の場合、激怒して(あるいは機嫌が悪くなる)ゲームオーバーになる。ワインを渡すと「嫌いではないが、気分じゃない」と言って機嫌が悪くなる。ちなみにバーボンを渡してしまう場合、彼の名演技を見る事ができるが、バーボンを口にした後に暴れ出しこちらもゲームオーバーになるので、注意が必要。
PATA
HEATH

### ライブ関係者
ルーク編集長
音楽雑誌ワールドミュージックマガジンの編集長の白人男性。主人公をカメラマンと間違えてドーム内に入れてしまう。
セキュリティーA
警備員の一人。特定のエリアに行くとどこからとも無く現れる。彼に会ってしまうとドームからつまみ出されてゲームオーバーになってしまう。セキュリティーの人間で唯一の日本人。彼は1991年以降、X JAPANや各メンバーソロのライブ・イベントで警備を担当していた東京パトロール所属の伊藤英人（1995年12月に株式会社テックスとして独立）。
セキュリティーB
楽屋へ通ずるエレベーターをガードしている大柄の白人男性。
セキュリティーC
バックステージの扉の前にいる黒人男性。
窓のスタッフ
主人公があるアイテムを探しているときに突如窓から現れてそのアイテムのヒントをくれる日本人男性。
東京パトロール
窓のスタッフ同様、あるアイテムのヒントをくれる白人男性。
スタッフルームの人
上記の2人に会ってから会いに行くと重要なアイテムをくれる。明るい雰囲気の白人男性。
YOSHIKIの秘書
YOSHIKIの秘書をしている白人女性。なかなか楽屋へ入れてくれない。
PATAの楽屋のスタッフ
衣装合わせをしたいが肝心のPATAが不在で困っている日本人女性。
HEATHの楽屋のスタッフ
ぶっきらぼうな雰囲気の日本人男性。
hideの楽屋のスタッフ
茶髪の日本人男性。少し厳しい性格だが、時に頼みごとをしてくる。
TOSHIの楽屋に電話をかけてきたスタッフ
TOSHIが不在の楽屋を訪れると電話がかかってきて「TOSHIを撮影するカメラマンがまだ来ていない」と伝える外国人男性。
ケータリングスタッフ
ケータリングルームにいる白人女性。部屋の中に日本酒、ウィスキー、ワインの３つが置いてある。
ドームにいるスタッフ
HEATHにあるアイテムを渡して欲しいと主人公に頼んでくる白人男性。

### その他
I.N.A
hideの友人の音楽プロデューサー。実写ではなく、ポリゴンでデフォルメされたキャラクターとして登場。Rusty NailのPV編集でナビゲーターを務める。

## スタッフ
- プロデューサー：古田嘉一郎 (I²PROJECT)
- プログラム：チョンミン・シ、シャンハイ・キュイ
- カメラ：共立
- CG:松原千穂 (I²PROJECT)
- エディット：たかはしようへい (I²PROJECT)
- 効果音：早崎弘一 (WHITE PROJECT)、やまのいいくこ (I²PROJECT)
- デスク：さかもとみちこ (I²PROJECT)、あらいようだい (I²PROJECT)
- スーパーバイザー：後藤しんご（サインズ）、佐野雅信 (EXCESS 24)
- キャスト：伊藤英人（東京パトロール）、杉本圭司（バックステージプロジェクト）、LUKE、NEIL、クイーンズプロモーション、HIP FASHION、JAPAN FASHION、X JAPAN TOKYO DOME 2DAYS STAFFS
- 3Dキャラクター：I.N.A
- ジャケット・デザイン：泉沢光雄
- コ・ディレクター：竹内鉄郎、小林基己
- エグゼクティブ・プロデューサー：かなもりとみなり (I²PROJECT)、真下幸孝 (EXCESS 24)
- スペシャル・サンクス：益子強 (ISA)、バックステージプロジェクト、ジャパンミュージックエージェンシー、イエスミュージック、ヘッドワックス、オフィスジャイアンツ、サインズ、カメオインタラクティブ、IMAGICAテクノシステム、スタジオブレーン、マジカルアーツ、東京パトロール、東京ドーム

## 評価
| 項目 | キャラクタ | 音楽 | お買得度 | 操作性 | 熱中度 | オリジナリティ | 総合 |
| 得点 | 3.3        | 4.1  | 2.7      | 2.7    | 2.9    | 3.4            | 19.1 |

ゲーム誌『ファミコン通信』の「クロスレビュー」では7・4・6・6の合計23点（満40点）、『SATURN FAN』の読者投票による「ゲーム通信簿」での評価は右記の通り19.1点（満30点）とどちらも標準的な評価となった。